# Bellengreville (Calvados)
Bellengreville település Franciaországban, Calvados megyében. Lakosainak száma 1474 fő (2022. január 1.). Bellengreville Bourguébus, Frénouville, Vimont, Le Castelet és Moult-Chicheboville községekkel határos.

## Népesség
A település népességének változása:
| Lakosok száma | 511  | 780  | 1391 | 1509 | 1558 | 1520 | 1493 | 1477 | 1470 | 1474 |
|               | 1968 | 1982 | 1990 | 2006 | 2013 | 2015 | 2017 | 2019 | 2020 | 2022 |